# 下亞洛韋茨

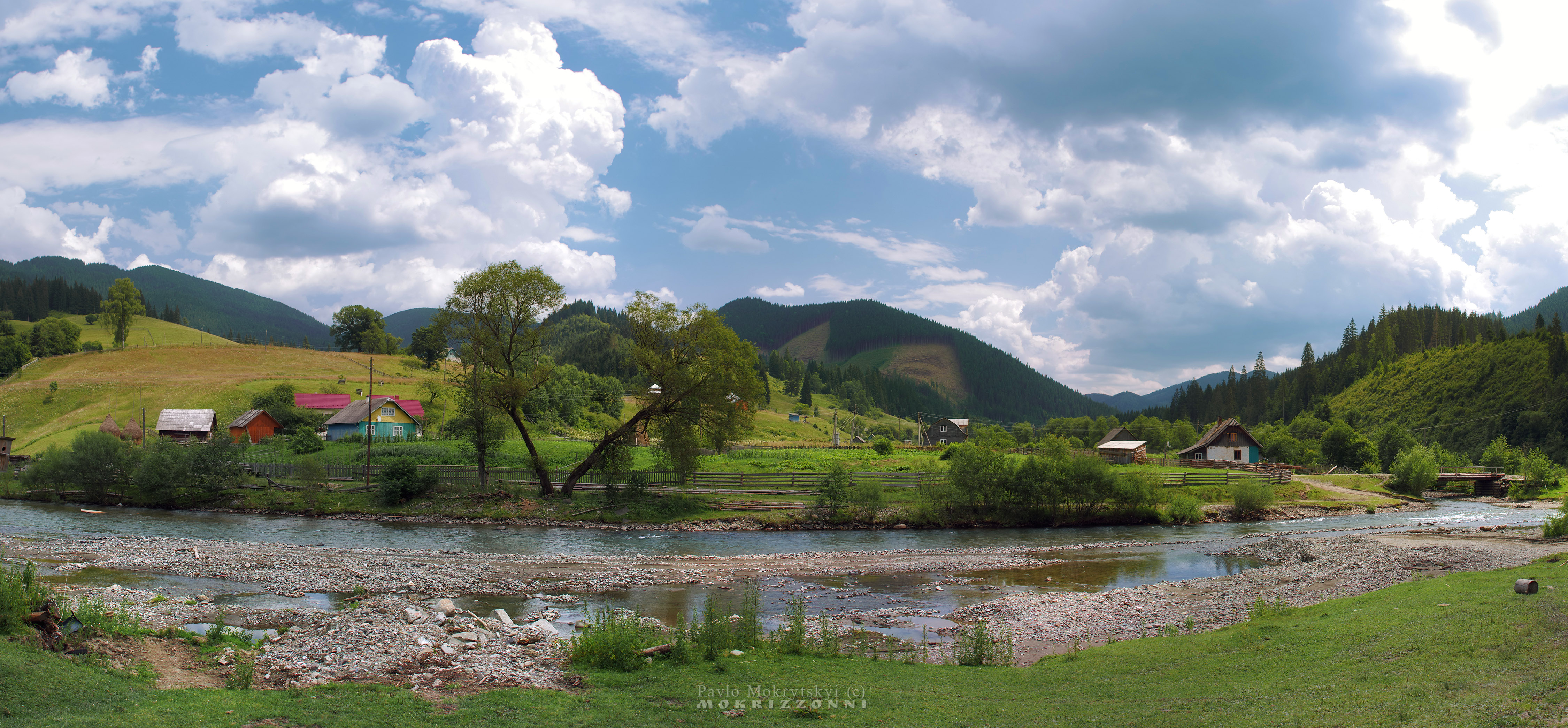
村景

47°51′19″N 24°59′51″E / 47.85528°N 24.99750°E
下亞洛韋茨（烏克蘭語：Нижній Яловець）是位於烏克蘭西南部的村莊，由切爾諾夫策州維日尼察區的塞利亞廷市鎮負責管轄。該村海拔高度863米，2001年人口117，該村落的居民全是烏克蘭人。